# Ескішехірспор
«Ескішехірспо́р» (тур. Eskişehirspor) — турецький футбольний клуб з Ескішехіра. Заснований 1965 року.

## Досягнення
- Чемпіонат Туреччини: 2-е місце (1968–69, 1969–70, 1971–72)
- Володар кубка Туреччини: 1970-71
- Володар Суперкубка Туреччини: 1971